# Elin Kristina Oskal
Elin Kristina Oskal är en samisk skådespelare och sångare.
Oskal har bland annat medverkat på flera låtar tillsammans med Jon Henrik Fjällgren. Hon har även spelat huvudrollen Plupp i teaterföreställningen Plupp – en jojkikal samt lånade ut sin röst till Anna i den samiska versionen av Frost 2. År 2024 spelade hon huvudrollen som Elsa i filmen Stöld.

## Filmografi (i urval)
- 2019 – Frost 2 Anna, i den samiska versionen
- 2024 – Stöld